# 辛亥革命纪念馆
辛亥革命纪念馆是广州市为纪念辛亥革命兴建的专题纪念馆，为国家一级博物馆，位于广东省广州市黄埔区长洲岛金洲北路563号，成立于2011年10月，占地面积5.8万平方米，总投资约3.19亿元。

## 历史
2001年，民革广东省委员会提出《关于在广东建立辛亥革命纪念馆的建议》，当时，湖北、广西也有意申报筹建辛亥革命纪念馆。2001年11月23日，中共中央办公厅秘书局函复同意在广东省修建辛亥革命纪念馆。
关于纪念馆选址，有关部门提出了广州黄花岗公园或广东省博物馆旧馆两个方案。2004年，广州市文化局透露纪念馆选址于黄花岗公园对面的黄花岗剧院旁，项目资金的70％将由广东省政府拨付，建成后交给广州市管理使用。2006年2月，广东省政协提交提案，建议在黄埔军校旧址所在的长洲岛兴建辛亥革命纪念馆。2006年4月，广州市召开建设辛亥革命纪念馆协调会，经过反复论证，在滨江东路大元帅府门前临江地块、先烈路黄花岗公园对面地块等10多个候选方案中，最终选定在长洲岛中部、原长洲针织厂的临江地块建设纪念馆。
2008年，广东省政协再度提交提案，建议加快筹建辛亥革命纪念馆。2008年6月，辛亥革命纪念馆修建工作领导小组成立，组长由时任中共广州市委书记朱小丹担任。2009年12月29日，辛亥革命纪念馆举行奠基仪式，建设经费由广东省承担70%、广州市承担30%。2011年9月28日，纪念馆项目完成建筑总体验收，2011年10月1日至5日对公众试开放，2011年10月8日举行开馆仪式，正式向公众开放。
2019年12月，被评为国家AAA级旅游景区。2020年，受广州市黄埔区人民政府委托管理黄埔军校旧址纪念馆。2024年5月，在第五批全国博物馆定级评估中被评为国家一级博物馆。

## 建筑
辛亥革命纪念馆西邻长洲岛上纪念孙中山的开放式公园中山公园，南临珠江新担涌，全馆占地面积5.2万平方米，主体建筑面积1.8万平方米，其中展厅面积6670平方米，全馆由广州市营企业珠江实业集团旗下的广州珠江外资建筑设计院设计，整体建筑外墙由花岗岩砌成，外形如一方石块，石块已被凿开，寓意“英烈们开天劈地的勇气和艰苦卓绝的历程”，主入口廊道为一条12米宽、跨越水面向上延伸的“共和大道”，两旁随机陈列着黄兴、廖仲恺、宋教仁、朱执信、章炳麟、蔡元培、秋瑾、蒋翊武、陆皓东、邹容等辛亥英烈的铸铜雕像，每尊铜像高2米，由广州雕塑院的雕塑家创作。道路尽头为高4米、命名为《风雨泰然》的孙中山全身雕像，由著名雕塑家唐大禧创作。该廊道将建筑分为东西两半，西部是展览功能区，东部为后勤功能区。

## 展览
展馆设有基本陈列“开辟共和新纪元——辛亥革命主题展”以及专题展览“辛亥革命时期的广东名人展”，特展厅则展出各种与辛亥革命主题相关的临时展览。